# Indie orientali olandesi
Le Indie orientali olandesi (in olandese Nederlands-Indië, in indonesiano Hindia-Belanda) erano i possedimenti coloniali dei Paesi Bassi in Asia, più precisamente l'area delle Indie orientali olandesi corrispondeva in toto all'area dell'attuale Indonesia, nome che infatti assunse lo Stato indonesiano all'indomani dell'indipendenza avvenuta nel 1949. Si crearono grazie all'espansione olandese in quest'area, che cominciò tra la fine del Cinquecento e l'inizio del Seicento, terminando solo all'inizio del Novecento.

## Storia
I territori acquisiti dalla Compagnia olandese delle Indie orientali comprendevano le isole di Giava, di Sumatra, parte del Borneo, le Molucche e altre isole minori nell'arcipelago indonesiano. Tali territori rimasero nelle mani della compagnia fino al 1788, quando essa finì in bancarotta dopo la disastrosa quarta guerra anglo-olandese.
Il Regno dei Paesi Bassi prese possesso come colonia degli antichi territori della Compagnia, ed espanse i suoi possedimenti (prima comprendenti solamente le zone costiere) all'interno asservendo i principati e sultanati locali.
Durante questo periodo la capitale delle Indie olandesi era Batavia, fondata alla fine del XVI secolo dai colonizzatori in un'area appartenuta prima al regno di Srivijaya e poi al Portogallo. Intorno al 1900 gli olandesi completarono la conquista dell'Indonesia; nella prima guerra mondiale la colonia non fu toccata dagli scontri nonostante tedeschi e britannici combattessero vicino al confine della Nuova Guinea olandese.
Durante la seconda guerra mondiale le truppe giapponesi ebbero facilmente il sopravvento sulle poche truppe olandesi stanziate e si impossessarono brevemente della colonia (formando lo Stato di Nahamalaya), che ritornò nel 1945 alla fine della guerra sotto controllo dei Paesi Bassi.
Le continue rivolte in tutto il paese costrinsero il governo di Amsterdam a concedere l'indipendenza alle Indie orientali olandesi nel 1949, che assunsero il nome di Indonesia; l'impero coloniale olandese a quel punto poteva dirsi concluso benché rimanesse ancora come possedimento la Guyana olandese e la Nuova Guinea olandese.

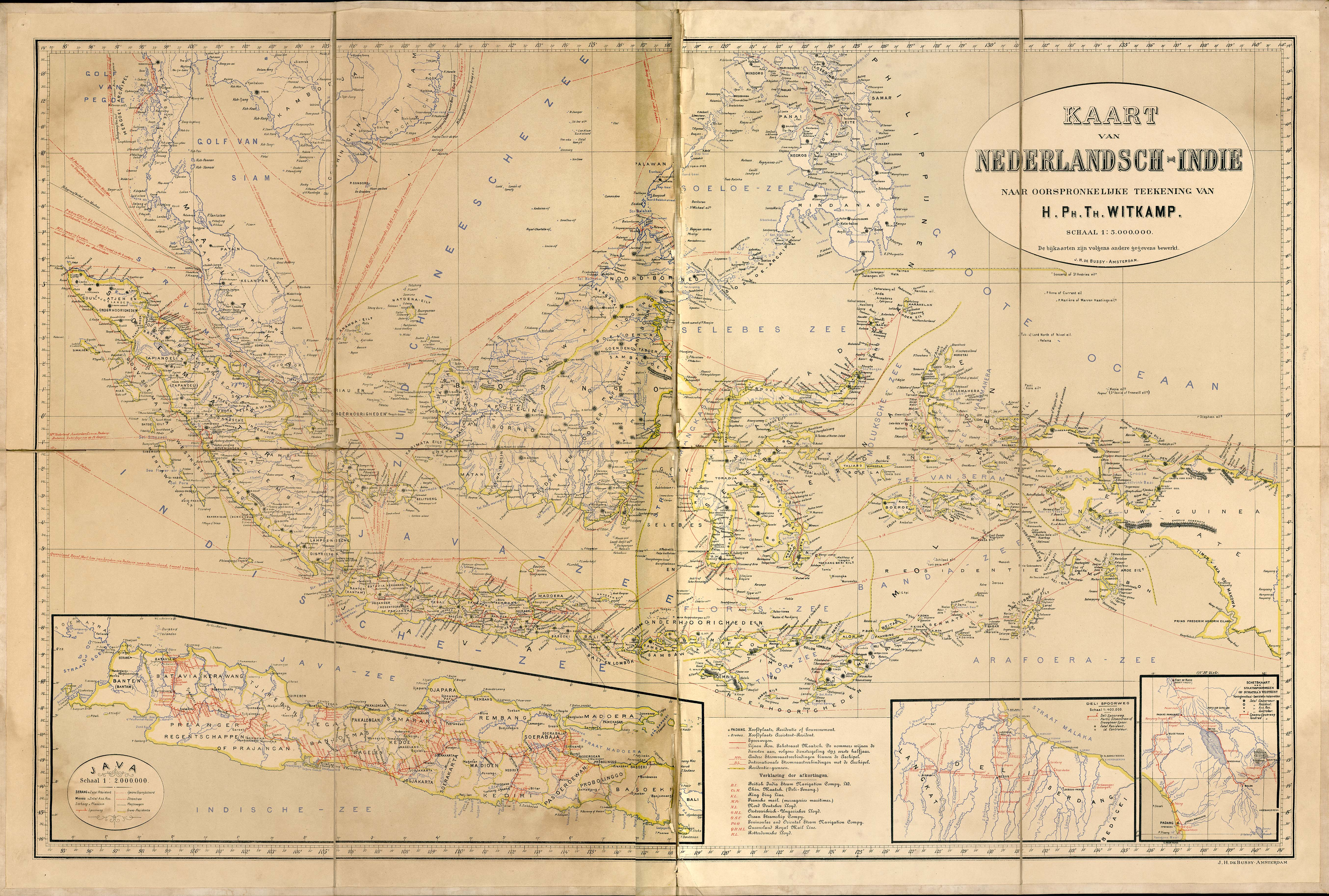
Mappa delle Indie orientali olandesi del 1893

## Suddivisione amministrativa
La progressiva espansione che aveva portato la "Compagnia delle Indie Orientali" all'annessione di nuovi territori in Asia e l'apertura di nuovi fondachi e fattorie commerciali, comportò una vera e propria amministrazione dei territori. Verso la metà del XVIII secolo i suoi possedimenti erano così amministrati:
- Governo generale (Algemeen Regeringsbeleit) a Batavia e una sede a Buitenzorg da cui dipendevano vari governatorati.
  - Malacca (1641-1795) con sede a Singapore
  - Amboina e Molucche con sede ad Amboina (1637)
  - isole Banda (1667; Timor, Alor, Sumbawa, Roti, Savu, Sumba, Bangka)
  - Ternate (1607)
  - Celebes con sede a Macassar
  - Coromandel con sede a Negapatam (1658-1781)
  - Ceylon con sede a Jaffna (1668)

Tra le fattorie commerciali di maggiore importanza si ricordano quelle di Masullipatam, Canton, Hanoi, Ayuthia, Huè, Agra, Dacca, Baroda, Surat, Saigon, isola di Khar'g (-1766), Pegu, Deshima (1563-1855), Moka.
Le Indie orientali olandesi, nel corso del XIX secolo, furono organizzate in 13 governatorati e 2 residenze e nel 1893 erano:
- Aceh e dipendenze (Atjeh en onderhoorigheden - Aceh dan dependensi) - capoluogo: Banda Aceh
- Costa orientale di Sumatra (Oostkust van Sumatra - Pantai Timur Sumatera) - capoluogo: Medan
- Costa occidentale di Sumatra (Westkust van Sumatra - Pantai barat Sumatera) - capoluogo: Padang
- Riau e dipendenze (Riau en onderhoorigheden - Riau dan dependensi) - capoluogo: Tanjung Pinang
- Palembang (Palembang - Palembang) - capoluogo: Palembang
- Bengkoelen (Bengkoelen - Bengkoelen) - capoluogo: Bengkoelen
- Giava (Java - Java) - capoluogo: Batavia
- Sezione occidentale del Borneo (Western afdeling van Borneo - Bagian barat Kalimantan) - capoluogo: Singkawang
- Sezione meridionale e orientale del Borneo (Zuid-en Ooster afdeling van Borneo - Selatan dan bagian Timur Kalimantan) - capoluogo: Tarakan
- Celebes e dipendenze (Celebes en onderhoorigheden - Sulawesi dan dependensi) - capoluogo: Makassar
- Manado (Manado - Manado) - capoluogo: Manado
- Timor e dipendenze (Timor en onderhoorigheden - Timur dan dependensi) - capoluogo: Kupang
- Residenza di Ambon (Residentie Ambon - Residensi Ambon) - capoluogo: Ambon

## Governatori coloniali olandesi
- 1796-1801: Pieter Gerardus van Overstraten
- 1801-1805: Johannes Siberg
- 1805-1808: Albertus Henricus Wiese
- 1808-1811: Herman Willem Daendels
- 1811-1811: Jan Willem Janssens
- 1811-1816: sotto controllo britannico
  - 1811: Gilbert Elliot-Murray-Kynynmound, 1º Conte di Minto
  - 1811-1816: Thomas Stamford Raffles
  - 1816: John Fendall
- 1816-1826: G.A.G.Ph. Baron van der Capellen
- 1826-1830: L.P.J. Burggraaf du Bus de Gisignies / Hendrik Merkus de Kock
- 1830-1833: Graaf van den Bosch
- 1833-1836: Jean Chrétien Baud
- 1836-1840: Dominique Jacques de Eerens
- 1840-1841: Carel Sirardus Willem van Hogendorp
- 1841-1844: Pieter Merkus
- 1844-1845: J.C. Reijnst
- 1845-1851: Jan Jacob Rochussen
- 1851-1856: Albertus Jacobus Duymaer van Twist
- 1856-1861: Charles Ferdinand Pahud
- 1861-1866: Ludolph Anne Jan Wilt Sloet van de Beele
- 1866-1872: Pieter Mijer
- 1872-1875: James Loudon
- 1875-1881: Johan Wilhelm van Lansberge
- 1881-1884: Freserik s'Jacob
- 1884-1888: Otto van Rees
- 1888-1893: Cornelis Pijnacker Hordijk
- 1893-1899: Carel Herman Aart van Wijck
- 1899-1904: Willem Rooseboom
- 1904-1909: Johannes Benedictus van Heutsz
- 1909-1916: Alexander Willem Frederik Idenburg
- 1916-1921: Johan Paul van Limburg Stirum
- 1921-1926: Dirk Fock
- 1926-1931: Andries Cornelis Dirk de Graeff
- 1931-1936: Bonifacius Cornelis de Jonge
- 1936-1942: Tjarda van Starkenborgh Stachouwer

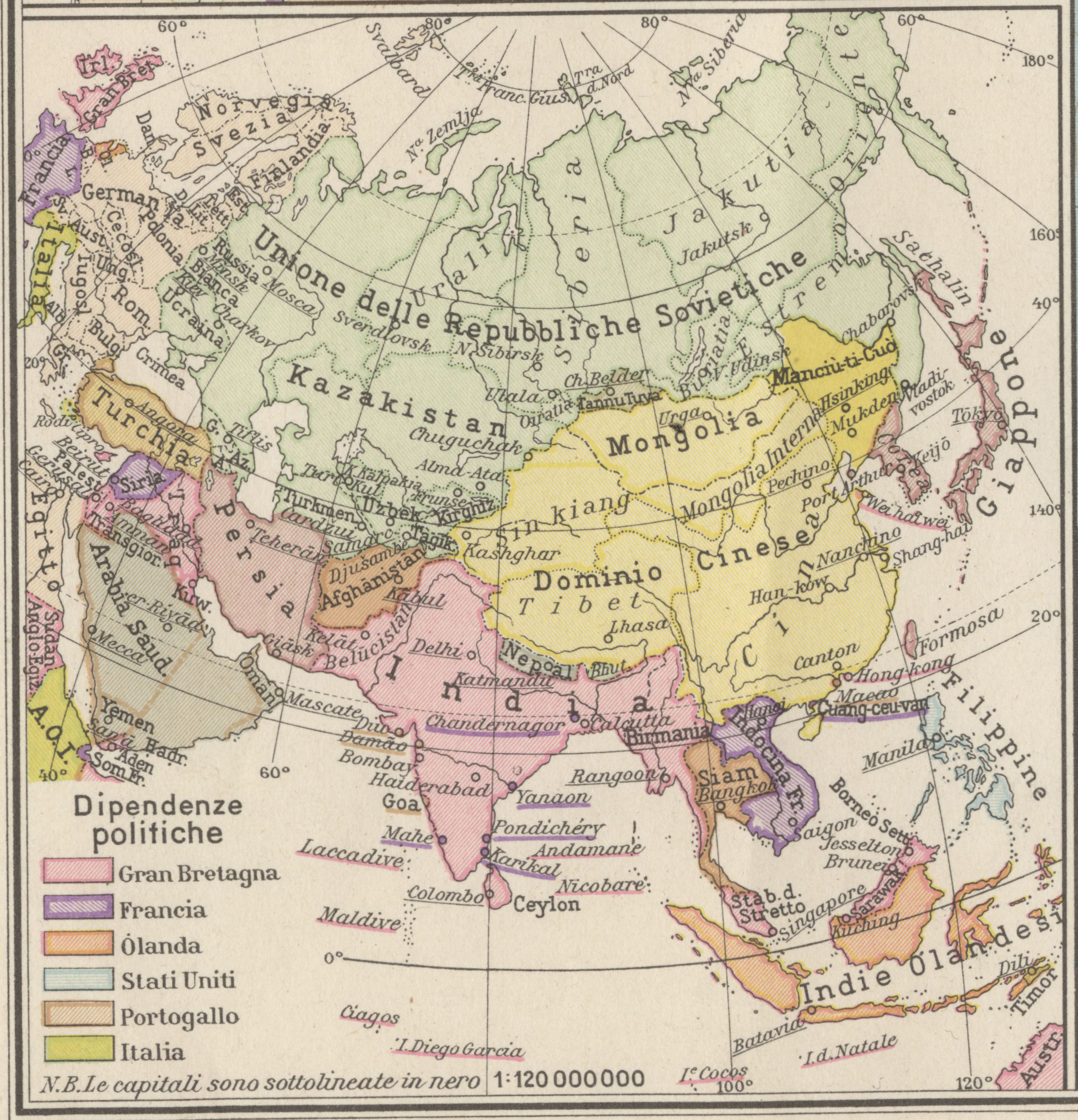
Mappa politica dell'Asia nel 1937

- - 1942-1945: Sotto controllo giapponese
- 1942-1948: Hubertus Johannes van Mook
- 1948-1949: Louis Beel (alto commissario)
- 1949: A.H.J. Lovink (alto commissario)